# The Story (álbum)
The Story es el segundo álbum de estudio de la cantante Brandi Carlile, y fue lanzado el 3 de abril, de 2007. El álbum alcanzó la posición #58 en el Billboard 200 el 5 de mayo de 2007. The Story fue producido por T-Bone Burnett y grabado durante once días en formato de dos pulgadas de cinta de audio en los estudios Warehouse en Vancouver, Columbia Británica. El álbum también cuenta con la participación de los guitarristas y compositores, Tim y Phil Hanseroth, el baterista Matt Chamberlain, el violonchelista Josh Neumann y en los coros las Indigo Girls en "Cannonball".

## Exposición en la TV
La canción, "The Story", fue usada en un episodio de Grey's Anatomy. Un videoclip fue creado, que fue transmitido por primera vez en la tercera temporada, en un resumen de un episodio, "Every Moment Counts". El video ayudó a impulsar las ventas y descargas del álbum. "The Story" también se utiliza en los anuncios de la promoción de la serie dramática australiana, "McLeod's Daughters". El 25 de abril de 2008, Carlile interpretó "The Story" y "Turpentine" en el programa británico de la BBC2, "Later...with Jools Holland". La canción "The Story" se usó en el comercial del 2008 de Super Bock, la cerveza más popular en Portugal, que hizo que el álbum "The Story" llegara al puesto #4 en el Portuguese Album chart. La canción se utiliza actualmente en un comercial de General Motors transmitido en la televisión estadounidense y canadiense mostrando su nueva línea de combustible de los automóviles más eficientes. Debido a los anuncios al aire en gran medidia durante los Juegos Olímpicos de Pekín 2008, la canción aumentó su número de descargas, y alcanzó el puesto #33 en las 100 canciones más descargadas. Así mismo, la canción The Story fue empleada en la banda sonora de la película The Lucky One. El álbum alcanzó el puesto #7 de los 100 álbumes más descargados.

## Lista de canciones
1. "Late Morning Lullaby" - 3:27
2. "The Story" - 3:58
3. "Turpentine" - 2:58
4. "My Song" - 4:28
5. "Wasted" - 3:47
6. "Have You Ever" - 2:32
7. "Josephine" - 3:02
8. "Losing Heart" - 3:35
9. "Cannonball" - 3:52
10. "Until I Die" - 4:06
11. "Downpour" - 3:14
12. "Shadow on the Wall" - 3:15
13. "Again Today" - 10:38
  - Contiene un hidden track, "Hiding My Heart".

## Comportamiento en listas
En respuesta al aumento de las descargas de álbumes causada por los anuncios en los Estados Unidos (antes mencionado), el álbum experimentó un aumento del 368% de las ventas de 1.323 a 6.198, haciendo que volviera a ingresar en el Billboard 200 en el puesto nº88. Hasta la fecha el álbum ha vendido 257.776 copias en EE. UU. El sencillo principal del álbum, "The Story" registró un aumento en las descargas de 17.091 copias digitales, haciendo que alcanzara el puesto nº48 en la lista de Billboard "Hot Digital songs".
| Lista (2007)          | Posición |
| --------------------- | -------- |
| EE. UU. Billboard 200 | 58       |
| Lista (2008)          | Posición |
| Portugal 30 albums    | 4        |